# Ammutinamento dello Storozhevoy
Storozhevoy (in russo Сторожевой?, "guardia" o "sentinella") fu una fregata antisommergibile della Marina militare sovietica, unità della classe Burevestnik o progetto 1135 (nome in codice NATO: Krivak). La nave fece inizialmente parte della Flotta del Baltico, ed era di stanza a Riga quando fu teatro di un ammutinamento occorso nel novembre 1975.

## Ammutinamento
L'ammutinamento fu condotto dal commissario politico, il capitano di corvetta Valerij Sablin, per protestare contro la dirigenza del PCUS, allora guidato da Leonid Il'ič Brežnev. Il suo scopo era quello di prendere la nave e dirigerla fuori dal golfo di Riga, a Leningrado attraverso il fiume Neva, ormeggiare accanto alla nave museo Aurora, il vecchio incrociatore simbolo della rivoluzione russa, e trasmettere da lì un appello nazionale al popolo. In quel discorso intendeva rimarcare che il socialismo e la madrepatria erano in pericolo; che le autorità al potere erano corrotte, menzognere, e che stavano portando il paese nell'abisso; che a causa loro il comunismo era stato accantonato e che c'era bisogno di rianimare i principi leninisti di giustizia.
La sera del 9 novembre 1975, Sablin attirò il comandante nel ponte inferiore, sostenendo che c'erano alcuni ufficiali che dovevano essere disciplinati perché ubriachi in servizio. Quando il capitano arrivò al piano inferiore, Sablin arrestò lui ed altri ufficiali e li bloccò nel compartimento del sonar prodiero, prendendo così il controllo della nave. Sablin a quel punto convocò una riunione con tutti gli ufficiali superiori della nave per informarli che intendeva salpare per Leningrado e trasmettere il suo messaggio rivoluzionario. Otto ufficiali votarono a favore dell'ammutinamento; i rimanenti sette contrari vennero bloccati in un vano separato sotto il ponte principale.
Sablin passò quindi alla fase successiva del piano, la quale consisteva nel conquistare il supporto dei circa 145-155 marinai a bordo. Sablin era un ufficiale che godeva di popolarità sulla nave e questo andava a suo vantaggio. Riunì l'equipaggio e pronunciò un discorso che fece sì che tutti i marinai fossero motivati ed entusiasti del piano.
Uno degli ufficiali che aveva votato a favore dell'ammutinamento fuggì durante la notte attraversando il molo navale per dare l'allarme; tuttavia, il soldato di guardia al molo non gli credette.
Saputo della fuga, temendo di essere scoperto, Sablin decise di salpare subito, invece di aspettare fino al mattino e salpare con il resto della flotta, come inizialmente previsto. La nave salpò sotto la copertura del buio e uscì da Riga. Sablin si assicurò che il radar fosse spento per evitare il rilevamento da parte delle forze sovietiche.
Quando le autorità sovietiche appresero dell'ammutinamento, il Cremlino ordinò di riprendere il controllo della fregata. Metà della Flotta del Baltico, incluse tredici navi militari, fu inviata all'inseguimento e furono raggiunte da 60 aerei da guerra (inclusi tre bombardieri Yak-28), i quali sganciarono bombe da 226 kg nelle vicinanze della nave ribelle. Fu danneggiato il timone della nave, la quale si fermò a 37 miglia nautiche (69 km) dalle acque territoriali svedesi e a 287 miglia nautiche (531 km) da Kronštadt. Dopo alcuni colpi di avvertimento delle navi da guerra in avvicinamento, la fregata fu infine assaltata da una squadra d'abbordaggio della marina sovietica. Sablin, ferito in maniera non mortale, e tutto l'equipaggio venne arrestato e interrogato. Solo Sablin e il suo secondo in comando, Aleksandr Šejn, un marinaio di 20 anni, furono processati e condannati. Al processo nel luglio 1976, Sablin fu condannato per alto tradimento e fu giustiziato il 3 agosto 1976, mentre Šejn fu condannato al carcere e rilasciato dopo aver scontato otto anni. Il resto degli ammutinati fu liberato, ma disonorato e allontanato dalla Marina sovietica.

## Caccia a Ottobre Rosso
Gregory D. Young fu il primo occidentale a indagare sull'ammutinamento come parte della sua tesi di laurea del 1982 "Mutiny on Storozhevoy: A Case Study of Dissent in the Soviet Navy", e più tardi nel libro "The Last Sentry" di Young e Nate Braden. La tesi, depositata negli archivi della United States Naval Academy, viene letta da Tom Clancy, il quale vi si ispira per scrivere il libro "La grande fuga dell'Ottobre Rosso" e dal quale deriverà il noto film Caccia a Ottobre Rosso, diretto nel 1990 da John McTiernan. 
Rispetto alla storia reale, il comandante Marko Ramius si rivolta contro il governo sovietico non per riportarlo sulla linea leninista, ma per evitare che l’Unione Sovietica fosse l’unica a possedere un mezzo in grado di alterare gli equilibri della deterrenza nucleare e consentire di scatenare la terza guerra mondiale con ragionevoli chance di vittoria. La precedente morte dell’amata moglie, causata dall’incompetenza di un chirurgo figlio di un membro della nomenklatura, agevolò il proposito cancellando l’unico legame affettivo in patria ed avendo contemporaneamente acuito la sfiducia nella leadership del paese. L'unità navale nella finzione non è una fregata anti-sommergibile ma il sottomarino Ottobre Rosso, il quale non viene dirottato verso l'Unione Sovietica ma verso le coste degli Stati Uniti d'America, in quanto Ramius intende consegnarlo agli statunitensi. Altre parti che non hanno attinenza con la realtà sono il personaggio dell’aiuto cuoco - agente del GRU e fedele al governo sovietico - intenzionato a far esplodere il sottomarino, con tutto l'equipaggio, per non farlo cadere in mani nemiche.

## Destino finale
Lo Storoževoj continuò il servizio fino alla fine degli anni '90 con equipaggi completamente diversi e compiendo diverse visite a porti stranieri. Trasferito alla Flotta del Pacifico fu poi venduto per essere successivamente demolito in India.